# Meisenthal
Meisenthal è un comune francese di 751 abitanti situato nel dipartimento della Mosella nella regione del Grand Est.

## Società

### Evoluzione demografica
Abitanti censiti